# Запорізький суднобудівний-судноремонтний завод
47°48′41.3″ пн. ш. 35°10′4″ сх. д. / 47.811472° пн. ш. 35.16778° сх. д.
Запорізький суднобудівний-судноремонтний завод — підприємство цивільного суднобудування і ремонту суден і кораблів для потреб річкового і морського флоту, розташоване в місті Запоріжжя (Україна). Філія акціонерної судноплавної компанії «Укррічфлот». Завод має розвинену суднобудівну базу, включаючи технологію, обладнання, фахівців, що дає змогу ремонтувати й будувати річкові судна та судна змішаного плавання «річка-море», пасажирські катери та інші судна технічного і пасажирського флотів, а також суднового устаткування.
Юридична адреса підприємства: 69055, Україна, м. Запоріжжя, вул. Гліссерна, 14.

## Виробничі потужності

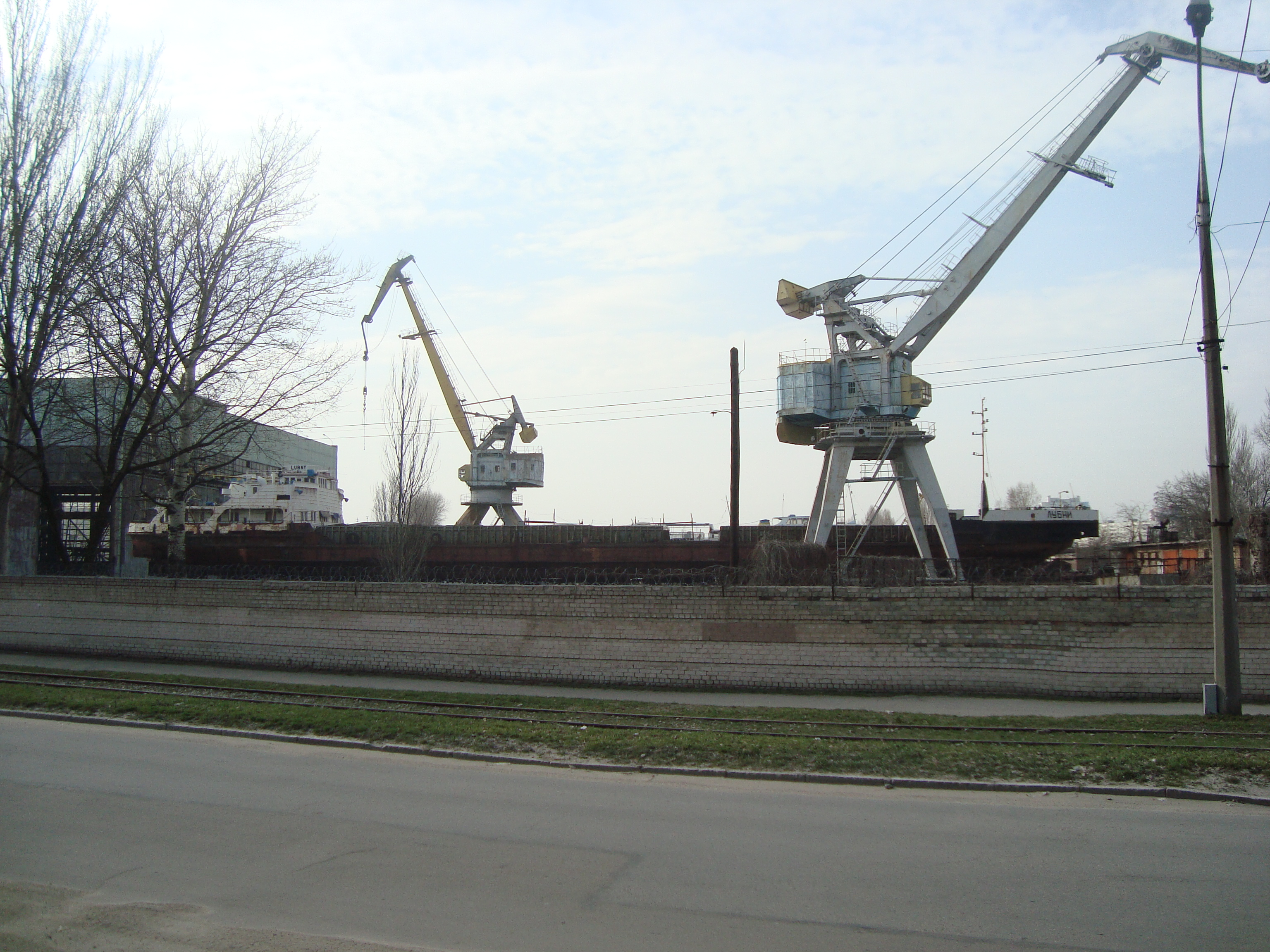
Суховантаж «Лубни» на «Запорізькому суднобудівно-судноремонтному заводі»

- сліп Г-150, для підйому суден вагою до 800 т, довжиною до 90 м, шириною до 16 м;
- плавучий док для підйому суден вагою до 5000 т довжиною до 135 м, шириною до 20 м;
- кормопідйомник для підйому суден вагою до 327 т.
- плавуча майстерня[2].

## Основна продукція
Суднобудування цивільне
- Судна типу «море-море»
  - Будівництво та ремонт суден типу «море-море»
- Суховантажі
  - Судна для перевезення ліхтарів
  - Судна контейнерні та контейнеровози морські
  - Суховантажі універсальні морські
- Танкери
  - Танкери морські
- Службово-допоміжні судна
  - Криголами

Судноремонт і спеціалізовані роботи
- капітальний, середній, поточний, аварійний ремонти, докування і модернізація суден вагою до 5000 тонн, пасажирських катерів та інших суден технічного і пасажирського флотів;
- всі види ремонту річкових суден та суден змішаного плавання «море-море», а також суднового устаткування
- ремонт суднових систем і пристроїв;
- капітальний ремонт дизельних двигунів (паливна апаратура, регулювання та ремонт форсунок.
- електромонтажні роботи, ремонт та виготовлення розподільних пристроїв, виконання робіт з поточного та середнього ремонту суднового електрообладнання.

## Суднобудування
В 2008 році спуском на воду в Запоріжжі акціонерна судноплавна компанія «Укррічфлот» завершила виробництво серії з п'яти несамохідних барж типу «Європа-М».
Несамохідні баржі типу «Європа-М», будівництво яких почалося в 2005 році, були розроблені проектно-конструкторським бюро АСК «Укррічфлот» в 2004 році і є сучасними суднами, які мають ряд конкурентних переваг перед більшою частиною несамохідного флоту, що експлуатується на Дунаї. Довжина судна становить 76 м, ширина — 11,4 м, вантажопідйомність — 2080 тонн.